# Gitara bez pragova
Gitara bez pragova (eng. fretless guitar) je solističko glazbalo koja nema pragove i zbog toga se ne može upotrebljavati kao gitara, koja svira akord. Na njoj se mogu svirati stvari, kao što je glisanda ili mikrotonalnost. Zbog toga može zvučati kao violončelo ili viola. Upotrebljava se za alternativnu i eksperimentalnu glazbu. Ta gitara se pojavila u šezdesetim godinama. Na nju su svirali gitaristi : Jimi Hendrix, Robert Fripp, Frank Zappa, Andy Summers i slični, koji su skloni istraživanju zvuka. Sliči na bas-gitaru bez pragova.
Bas-gitara bez pragova pojavila se u sedemdesetim godinama. Prvi basist koji ju je upotrebljavao, je bio Jaco Pastorius. Svoj Fender Jazz Bass bez pragova je promovirao u fusion sastavu Weather Report. To je bas-gitara, koja nema pragove i zbog toga zvuči kao kontrabas, a i sve ostale sviračke karakteristike su iste.
Danas se taj instrument upotrebljava u žanrovima, kao što je filmska glazba, fusion, jazz i slično. Ima kultni status.

### Gitaristi
- Frank Zappa
- Tim Donahue
- Erkan Oğur
- David Fiuczynski
- Adrian Belew, grupa King Crimson
- Ron Thal
- Ned Evett
- Michael L. Vick
- Pat Metheny
- Morgan Kraft
- Andy Summers, grupa The Police
- Steve Vai
- Rick Nielsen
- Sugizo
- Newbie Brad
- Actooon
- Imai Hisashi
- Antonio Forcione
- Karl Sanders

### Basisti
- Jaco Pastorius, grupa Weather Report
- Brent Liles
- John Deacon
- Jonas Hellborg
- Pedro Aznar
- Les Claypool
- Flea, grupa Red Hot Chili Peppers
- Jeff Ament, grupa Pearl Jam
- Steve Bailey
- Jack Bruce, grupa Cream
- Sean Malone
- Kevin Corren
- Rick Danko, grupa The Band
- Steve DiGiorgio
- Kristoffer Gildenlow
- David Gilmour, gitarist grupe Pink Floyd - na snimcima Pink Floyda svira isključivo bas-gitare bez pragova[nedostaje izvor]
- Marshall Jones
- Mick Karn, grupa Japan
- Bill Laswell
- Phil Lesh, grupa Grateful Dead
- Tony Levin
- Tony Franklin
- Stefan Fimmers
- Michael Manring
- Actooon
- Roy Mitchell-Cárdenas
- Lars Norberg
- Murdoc Niccals
- Pino Palladino
- Sting, grupa The Police
- Jeroen Paul Thesseling
- Bill Wyman, grupa Rolling Stones
- Jandek
- Jason Newsted, grupa Metallica
- Juan Alderete
- John Myung, grupa Dream Theater
- Garry Gary Beers, grupa INXS
- Josh Ansley
- Michael Todd (musician)
- Colin Edwin
- Morty Black
- Percy Jones (musician)
- Laurence Cottle
- Bunny Brunel
- Victor Wooten
- Geddy Lee
- Justin Chancellor
- Paul Simonon, grupa The Clash
- Eddie Johnson
- Mo Foster
- Alain Caron
- John Patitucci
- Gary Willis

## Vanjske poveznice
- http://www.unfretted.com  Arhivirana inačica izvorne stranice od 10. listopada 2007. (Wayback Machine)
- http://www.fretlessbass.com
- http://www.jacopastorius.com